# Teodosio III
Teodosio III (in greco Θεοδόσιος) (... – Efeso, dopo il 717) è stato un imperatore bizantino rimasto al potere durante il periodo dell'anarchia dei vent'anni. Fu Basileus dei Romei dal 715 al 717.
Di lui non si hanno informazioni precise sulla nascita, ma si sa che prima di approdare al potere fu esattore delle tasse presso Adramyttium (odierna Edremit). Nel 715, la marina bizantina e le truppe del thema di Opsikion (corrispondente all'Anatolia nord-occidentale ed alla Tracia turca) si ribellarono all'imperatore bizantino Anastasio II (al potere dal 713 al 715), acclamando il riluttante Teodosio come imperatore Teodosio III. Quest'ultimo guidò le sue truppe a Crisopoli e poi a Costantinopoli, la capitale, conquistando la città nel novembre 715. Anastasio non si arrese fino a diversi mesi dopo, accettando l'esilio nel monastero in cambio della garanzia di sicurezza. Molti temi rifiutarono di riconoscere la legittimità di Teodosio, etichettandolo alla stregua di un fantoccio insediato dalle truppe del tema di Opsikion, in particolare quello dell'Anatolikon e dell'Armeniakon sotto i rispettivi strategoi (generali) Leone III Isaurico e Artavasde.
Leone si dichiarò imperatore nell'estate del 716 e si alleò con il Califfato omayyade, un impero islamico; Teodosio strinse invece rapporti con i Bulgari guidati dal khan Tervel (regnante dal 700 al 721), stabilendo un confine stabile in Tracia e cedendo il possesso della Zagoria alla controparte, oltre a stipulare il pagamento di alcuni tributi. Leone fece poi marciare le sue truppe a Costantinopoli, conquistando la città di Nicomedia e facendo prigionieri molti funzionari, tra cui il figlio di Teodosio. Con suo figlio in catene, Teodosio seguì il consiglio di patriarca Germano I e del senato bizantino e negoziò con Leone nella primavera del 717, accettando di abdicare e riconoscendo Leone come imperatore. Questi fece il suo ingresso a Costantinopoli e prese definitivamente il potere il 25 marzo 717, consentendo a Teodosio e suo figlio di ritirarsi in un monastero come monaci. Non è noto quando Teodosio morì, ma secondo alcuni studiosi perì vari anni più tardi, forse il 24 luglio 754.

## Contesto storico

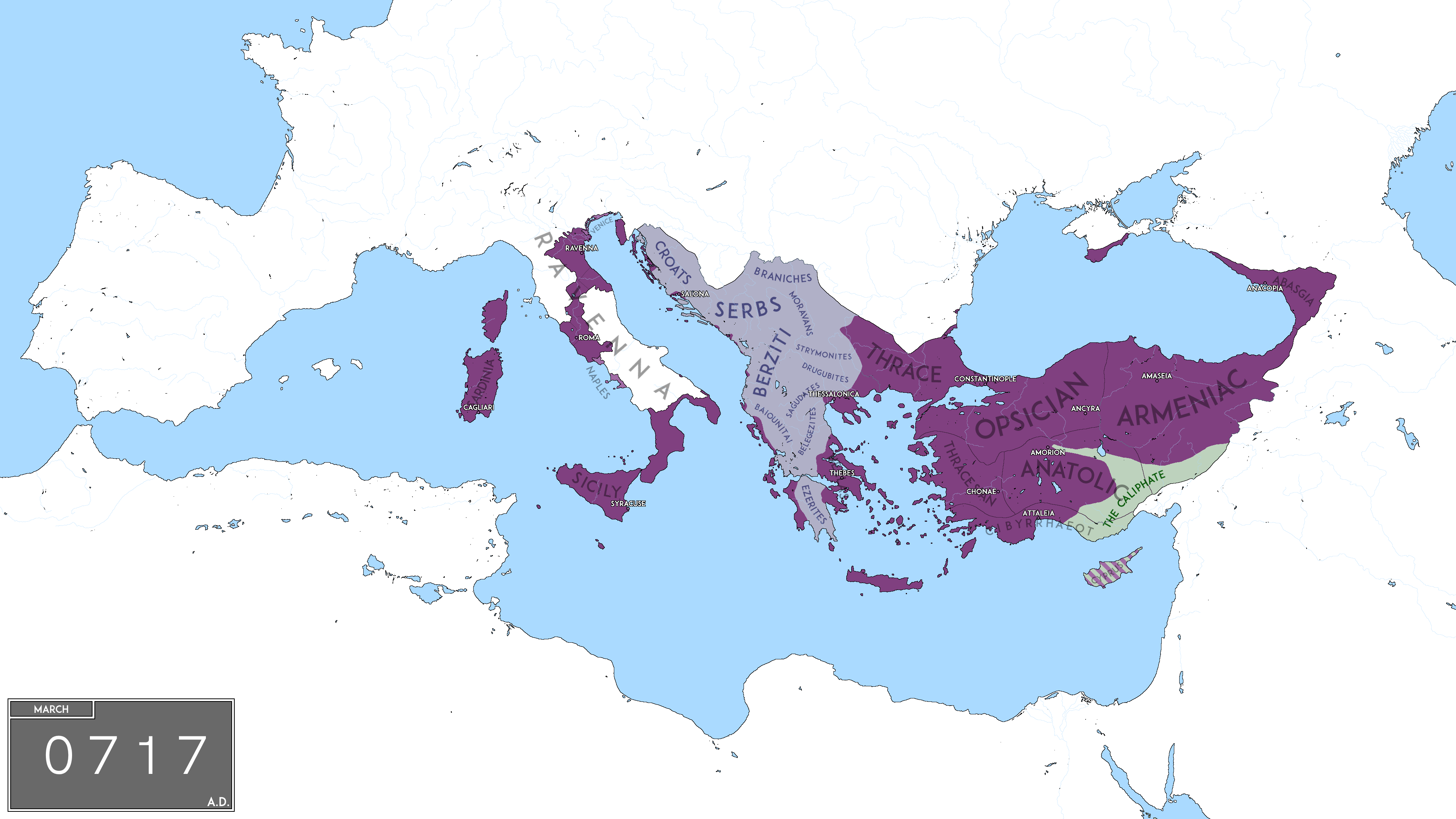
Una mappa dell'impero bizantino durante l'anarchia dei vent'anni

Dopo che il Califfato omayyade fu respinto nell'ambito del primo assedio arabo di Costantinopoli (674-678), gli Arabi e i Bizantini vissero un periodo di pace. Tuttavia, le ostilità ripresero per colpa dell'imperatore bizantino Giustiniano II (regnante dal 685 al 695 e dal 705 al 711), concludendosi con una serie di vittorie arabe. Di conseguenza, i romei persero il controllo sull'Armenia e sui principati caucasici, mentre gli avversari gradualmente ampliavano i propri domini. Praticamente ogni anno, i generali del califfato eseguirono delle incursioni nel territorio bizantino, conquistando pian piano fortezze e città. Dopo il 712, le difese dell'Impero bizantino iniziarono a indebolirsi, con il risultato che le incursioni arabe iniziarono a penetrare più in profondità nell'Asia Minore bizantina e la risposta si rivelò spesso scarsa o nulla. Il successo di queste razzie galvanizzò nettamente i combattenti arabi, i quali si prepararono per un secondo assalto a Costantinopoli già durante il governo del califfo Al-Walid I (r. 705-715). Dopo la sua morte, il suo successore, Sulayman (r. 715-717) continuò a pianificare la campagna, iniziando a radunare le sue forze nella pianura di Dabiq, a nord di Aleppo, e affidando il comando di queste forze a suo fratello, Maslama ibn Abd al-Malik.
Anche gli Slavi e i Bulgari costituivano una minaccia crescente per l'Impero bizantino, sia pur verso le frontiere settentrionali, in quanto minacciavano gli equilibri geopolitici nei Balcani. Durante il governo dell'imperatore bizantino Filippico Bardane (r. 711-713), nel 712, i Bulgari sotto il khan Tervel avanzarono fino alle mura della stessa Costantinopoli saccheggiando la regione circostante, comprese ville e residenze vicino alla capitale, dove spesso trascorrevano l'estate gli aristocratici romei.
Teodosio salì al potere durante un periodo particolarmente turbolento, quello dell'anarchia dei vent'anni, caratterizzato da lotte tra imperatori ed élite e instabilità politica, con una rapida successione di regnanti. I nobili dell'epoca erano spesso originari dell'Asia Minore e si dimostrarono raramente in grado di proporre i programmi riformisti di cui lo Stato aveva bisogno per risolvere le problematiche che attanagliavano Costantinopoli. L'anarchia dei vent'anni ebbe inizio quando l'imperatore Giustiniano II fu rovesciato da Leonzio (r. 695-698) nel 695, il quale spodestò la dinastia eracliana regnante da ottant'anni. Durante questo frangente, sette diversi imperatori salirono al trono, incluso Giustiniano, restaurato al comando per un certo periodo. Lo storico moderno Romilly Jenkins afferma che, tra il 695 e il 717, gli imperatori competenti affermatisi al trono furono Tiberio III (r. 698-705) e Anastasio II (r. 713-715). La crisi terminò con l'imperatore Leone III (r. 717-745), subentrato a Teodosio e impostosi come capostipite di una dinastia che avrebbe regnato per 85 anni.

## Biografia

### Ascesa al trono

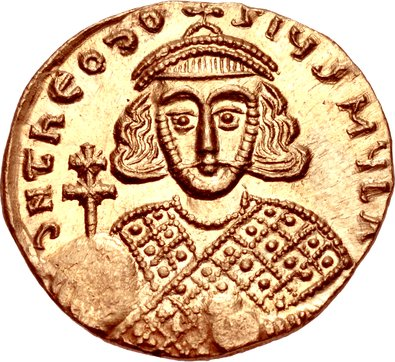
Solido di Teodosio III. L'iscrizione recita D N THEODOSIUS MUL A.

I preparativi di Sulayman, inclusa la costruzione di una flotta da guerra, furono subito notati dalle spie dell'Impero bizantino. Dal canto suo, il sovrano Anastasio II iniziò ad allestire i preparativi necessari per difendersi da questo nuovo assalto. Per questo motivo, spedì nuovi uomini a tenere d'occhio gli Arabi, inclusi il patrizio e il prefetto urbano Daniele di Sinope, con il pretesto di instaurare un'ambasciata diplomatica; in realtà, egli mirava a conoscere quali difese rafforzare a Costantinopoli e come potenziare la marina. Teofane afferma che, all'inizio del 715, Anastasio II aveva comandato alla marina di radunarsi a Rodi per poi avanzare a Finike. Fu lì che le truppe del thema Opsikion si ammutinarono contro il loro comandante, Giovanni Diacono, uccidendolo prima di salpare per Adramyttium e dichiarando lì Teodosio, un esattore di tasse, imperatore con il nome di Teodosio III. Lo storico John Bagnell Bury ipotizza che fu scelto a caso quasi esclusivamente per via del suo nome altisonante e di reminiscenze imperiali, oltre che per il fatto che si trattava di una personalità inoffensiva e oscura, anche se rispettabile e facilmente manipolabile dagli Opsiciani. Graham Sumner, uno storico dell'epoca bizantina, suggerisce che Teodosio potrebbe corrispondere al figlio dell'imperatore Tiberio III, evento che spiegherebbe come riuscì a guadagnarsi la simpatia delle truppe, in quanto avrebbe avuto la legittimazione dal padre, a sua volta diventato imperatore grazie a una rivolta militare. Teodosio, figlio di Tiberio, era vescovo di Efeso nel 729 circa, e mantenne questa posizione fino alla sua morte, avvenuta intorno al 24 luglio 754, oltre a essere una figura di spicco dell'iconoclasta Concilio di Hieria nel 754. Gli storici bizantini Cyril Mango e Roger Scott non ritengono questa teoria probabile, poiché significherebbe che Teodosio visse per altri trent'anni dopo la sua abdicazione. Cyril Mango propone che fosse effettivamente il figlio di Teodosio a diventare vescovo.
Teodosio non era disposto a diventare imperatore, tanto che secondo Teofane:
Fu quindi acclamato come imperatore Teodosio III dalle truppe ad Adramyttium nel maggio del 715 circa. Anastasio guidò i suoi eserciti in Bitinia nel tema di Opsikion allo scopo di reprimere la ribellione. Invece di rimanere a combattere Anastasio, Teodosio guidò la sua flotta a Crisopoli, attraverso il Bosforo da Costantinopoli. Da Crisopoli, lanciò un assedio di sei mesi contro la capitale romea, prima che i sostenitori all'interno della città riuscissero ad aprirgli le porte, permettendogli di impadronirsi della città nel novembre 715. Anastasio rimase a Nicea per diversi mesi, prima di accettare infine di abdicare e ritirarsi in un monastero.

### Regno

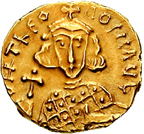
Moneta di Teodosio con il titolo di augustus, l'ultima realizzata con questo stile

In generale, sono poche le informazioni conosciute sul regno di Teodosio III, benché si sappia che non avesse alcuna esperienza passata in campo militare, a dispetto della grave situazione in corso in politica estera. Uno dei primi atti di Teodosio come imperatore fu quello di ripristinare l'immagine del sesto Concilio ecumenico, che l'imperatore Filippico Bardane aveva rimosso, guadagnandosi per questa ragione l'epiteto di «ortodosso» nel Liber Pontificalis. Teodosio, che le fonti bizantine definiscono riluttante e incapace, era visto come un imperatore fantoccio delle truppe del tema di Opsikion. Per questa motivazione, non fu riconosciuto come sovrano legittimo da molti altri temi, in particolare l'Anatolikon e l'Armeniakon sotto i rispettivi strategoi (generali) Leone III Isaurico e Artavasde. Pur non avendo intrapreso alcuna azione per impedire il rovesciamento di Anastasio, essi si opposero all'ascesa di Teodosio e Leone si proclamò imperatore bizantino nell'estate del 716. In questo frangente vi fu chi si rivolse persino agli Arabi, i quali consideravano vantaggiosa la fragilità di Costantinopoli e pensavano che la confusione avrebbe reso più agevole la caduta della capitale. Teodosio negoziò un trattato con il khan del Primo impero bulgaro Tervel (regnante dal 700 al 721), probabilmente per assicurarsi il suo sostegno contro un imminente attacco arabo. Il trattato fissava il confine tra il territorio bizantino e quello bulgaro in Tracia, cedendo la regione di Zagoria ai Bulgari oltre a cedergli dei tributi. Inoltre, fu statuita la messa in libertà di alcuni prigionieri e la stipula alcuni accordi commerciali.
In questo periodo, Sulayman aveva iniziato ad avanzare nel territorio bizantino, assediando con un contingente Amorio e raggiungendo con un altro la Cappadocia. Tuttavia, i negoziati con Leone, che potrebbe aver promesso di agire come fantoccio di Sulayman, lo spinse a ritirarsi. Leone iniziò a marciare con le sue truppe verso Costantinopoli subito dopo essersi dichiarato imperatore, catturando prima Nicomedia, dove trovò e catturò, tra gli altri ufficiali, il figlio di Teodosio, e poi marciò verso Crisopoli. Dopo che suo figlio fu catturato, Teodosio, seguendo il consiglio del patriarca Germano I e del senato bizantino, accettò di abdicare e riconoscere Leone come imperatore. Bury afferma che la nobiltà di Costantinopoli, pur potendo scegliere di continuare a lasciare al comando l'inoffensivo Teodosio, che difficilmente li avrebbe indeboliti politicamente, gli preferì invece Leone, in quanto ritenne che quest'ultimo fosse decisamente più competente per affrontare la minaccia araba. Lo studioso sostiene inoltre che l'incontro del patriarca, del senato e dei principali funzionari, i quali scelsero Leone al posto di Teodosio, avvenne informando e godendo del consenso dello stesso Teodosio, il quale accettò senza opporsi alla decisione. Se non vi fosse stata la minaccia degli Arabi, è possibile che Teodosio avrebbe preservato il trono e che una successione di imperatori dallo scarso peso politico lo avrebbe seguito, in quanto essi sarebbero rimasti in mano ai funzionari di corte e dell'aristocrazia.
Leone entrò a Costantinopoli e prese definitivamente il potere il 25 marzo 717, consentendo a Teodosio e a suo figlio di ritirarsi in un monastero come monaci. La cronaca di Giosuè lo Stilita fornisce una narrazione diversa, affermando che quando Teodosio «vide un esercito marciare contro di lui» egli «rinunciò all'impero, depose la corona e si rase il capo». Sebbene Leone avesse tentato di incoraggiarlo dicendo «sii forte e non avere paura!», egli comunque «rassegnò senza ripensamenti le dimissioni dall'impero».
Dopo il suo ritiro in un monastero, Teodosio divenne vescovo di Efeso. Secondo Sumner, qualora si trattasse dello stesso di Teodosio, figlio di Tiberio, che fu vescovo di Efeso nel 729, l'imperatore rimasto al potere dal 715 al 717 morì il 24 luglio 754. Sia lui che suo figlio sono sepolti nella chiesa di San Filippo a Efeso.

### Esplicative
1. ↑  La Cronaca di Zuqnin, scritta nel 775 circa, indica il suo nome completo come «Theodosius Constantinus», ma si tratta di un'informazione non corroborata da alcuna altra fonte: Harrack (1999), p. 149.
2. ↑  Di solito identificato con la moderna Finike in Licia, potrebbe anche essere la moderna Fenaket, di fronte a Rodi (Mango e Scott (1997), p. 537, nota 5)), o forse la Fenicia, ovvero il moderno Libano (Haldon (1990), p. 80; Treadgold (1997), p. 344; Mango e Scott (1997), pp. 535-536; Lilie (1976), pp. 123, nota 62-124.
3. ↑  Alcune fonti, come Georgij Ostrogorskij, affermano che Anastasio II fu il primo a ripristinare l'immagine del sesto Concilio ecumenico, citando Agatone il Diacono: Ostrogorskij (2014), p. 151.

### Bibliografiche
1. ↑  Lilie (1976), pp. 81-82, 97-106.
2. ↑  Haldon (1990), p. 72; Lilie (1976), pp. 107-120.
3. ↑  Haldon (1990), p. 80; Lilie (1976), pp. 120-122; 139-140.
4. ↑  Lilie (1976), p. 122; Treadgold (1997), p. 344; Cheynet (2008), p. 16.
5. 1 2  Ostrogorskij (2014), p. 142.
6. ↑  Bury (1889), pp. 384-385; Jenkins (1987), p. 60.
7. 1 2  Jenkins (1987), p. 60.
8. ↑  Jenkins (1987), p. 63.
9. ↑  Mango e Scott (1997), p. 534; Lilie (1976), pp. 122-123; Treadgold (1997), pp. 343-344.
10. ↑  Haldon (1990), p. 80; Mango e Scott (1997), pp. 535-536; Lilie (1976), pp. 123-124.
11. ↑  Haldon (1990), p. 80; Treadgold (1997), p. 344; Lilie (1976), pp. 123-124.
12. ↑  Bury (1889), pp. 372-373.
13. 1 2  Sumner (1976), pp. 291-294.
14. 1 2 3  Neil (2000).
15. ↑  Sumner (1976), p. 292.
16. ↑  Sumner (1976), p. 291.
17. ↑  Neil (2000); Sumner (1976), p. 291.
18. ↑  Neil (2000); Haldon (1990), pp. 80, 82; Treadgold (1997), pp. 344-345.
19. ↑  Chrysos (2002), p. 48.
20. ↑  Ostrogorskij (2014), p. 143.
21. ↑  Lilie (1976), p. 124; Treadgold (1997), p. 345.
22. ↑  Treadgold (1997), p. 345; Mango e Scott (1997), pp. 538-539; Ostrogorskij (2014), p. 144.
23. ↑  Ostrogorskij (2014), p. 144; Lilie (1976), p. 125.
24. ↑  Bury (1889), p. 381.
25. ↑  Jenkins (1987), pp. 62-63.
26. ↑  Treadgold (1997), p. 345; Ostrogorskij (2014), p. 144; Mango e Scott (1997), pp. 540, 545.
27. ↑  Bury (1889), p. 383.
28. ↑  Bury (1889), pp. 385-386.
29. ↑  Treadgold (1997), p. 345; Cheynet (2008), p. 16; Ostrogorskij (2014), p. 144.
30. ↑  Harrack (1999), p. 150.
31. ↑  Neil (2000); Sumner (1976), p. 293.